# Las Cabañas (Burgos)
Las Cabañas ist ein spanischer Ort in der Provinz Burgos der Autonomen Gemeinschaft Kastilien und León. Der Ort gehört zur Gemeinde Valle de Valdebezana. Las Cabañas ist über die Straße N-623 zu erreichen. Der Ort liegt in der Nähe des Ebrostaussees und 100 Kilometer nördlich der Provinzhauptstadt Burgos.  

## Sehenswürdigkeiten
- Barock Kirche Nuestra Señora del Carmen